# Ana Maria Covrig
Ana Maria Covrig, née le 8 décembre 1994 à Cluj-Napoca en Roumanie, est une coureuse cycliste née italienne puis naturalisée roumaine en février 2015. Elle remporte les championnats de Roumanie sur route et en contre-la-montre entre 2015 et 2019.

## Biographie
Ana Maria Covrig fait sa première apparition internationale aux championnats d'Europe de 2012, où elle termine 43e de la course sur route chez les juniors (moins de 19 ans) avec la sélection italienne.
De 2014 à 2019, elle est membre de plusieurs équipes cyclistes féminines italiennes, dont Be Pink et Top Girls Fassa Bortolo. À partir de 2015, elle court sous licence roumaine, pays où elle est née. Elle réalise sa meilleure saison en 2016, lorsqu'elle est troisième du classement des jeunes de la Route de France et quatrième du classement des jeunes du Tour d'Italie. Au niveau national, elle est championne de Roumanie du contre-la-montre individuel et de la course en ligne cinq fois de suite entre 2015 à 2019.
Après la saison 2019, elle met fin à sa carrière cycliste à l'âge de 25 ans.

## Palmarès sur route

### Par années
- 2012
  - 2e du championnat d'Italie sur route juniors
- 2015
  -  Championne de Roumanie sur route
  -  Championne de Roumanie du contre-la-montre
- 2016
  -  Championne de Roumanie sur route
  -  Championne de Roumanie du contre-la-montre
- 2017
  -  Championne de Roumanie sur route
  -  Championne de Roumanie du contre-la-montre
- 2018
  -  Championne de Roumanie sur route
  -  Championne de Roumanie du contre-la-montre
- 2019
  -  Championne de Roumanie sur route
  -  Championne de Roumanie du contre-la-montre

### Classements mondiaux
| Année                                 | 2015 | 2016 | 2017 | 2018 | 2019 |
| ------------------------------------- | ---- | ---- | ---- | ---- | ---- |
| Classement UCI                        | 225e | 207e | 296e | 300e | 244e |
|                                       |      |      |      |      |      |
| Légende : nc = non classéSource : UCI |      |      |      |      |      |

## Palmarès sur piste

### Championnats d'Europe
| Édition / Épreuve     | Poursuite par équipes |
| Anadia 2012 (juniors) | Bronze                |